# Народна монархия
Народната монархия е формулировка на монархическата титла, при която титлата е свързана с името на народа, а не на държавата. Обикновено целта е да се внуши, че народът на дадената държава е източник и обект на властта на монарха.

## Примери
- От Средновековието в Шотландия се използва титлата крал на шотландците
- Луи XVI използва титлата крал на французите през периода на конституционно управление (1791-1792)
- Луи-Филип също става крал на французите след Февруарската революция през 1830
- Монарсите на Белгия се наричат крал на белгийците от обявяването на независимостта на страната през 1830
- Гръцките монарси от идването на власт на Георгиос I през 1863 до отмяната на монархията през 1967 се наричат крал на гърците
- Монарсите на България използват титлата княз на българите (1879-1908) и цар на българите (1908-1946)
- Монарсите на Румъния от 1881 до 1947 използват титлата крал на румънците
- Между 1918 и 1929 Александър I използва титлата крал на сърби, хървати и словенци
- Зог, монарх на Албания от 1928 до 1943, използва титлата крал на албанците

|  | Тази страница частично или изцяло представлява превод на страницата Popular monarchy в Уикипедия на английски. Оригиналният текст, както и този превод, са защитени от Лиценза „Криейтив Комънс – Признание – Споделяне на споделеното“, а за съдържание, създадено преди юни 2009 година – от Лиценза за свободна документация на ГНУ. Прегледайте историята на редакциите на оригиналната страница, както и на преводната страница, за да видите списъка на съавторите. ВАЖНО: Този шаблон се отнася единствено до авторските права върху съдържанието на статията. Добавянето му не отменя изискването да се посочват конкретни източници на твърденията, които да бъдат благонадеждни. |